# Ben Nevis
Ben Nevis (Gaelico Beinn Nibheis, [peˈɲɪvɪʃ]) è la montagna più alta delle Isole Britanniche, situato all'estremità occidentale dei Monti Grampiani nell'area del Lochaber in Scozia, vicino alla città di Fort William: la sommità è posta a 1.345 metri (4.411,88 ft) sul livello del mare.
Conserva ancora le rovine di un osservatorio che fu utilizzato stabilmente dal 1883 al 1904 (i dati meteorologici durante questo periodo sono ancora importanti per comprendere la situazione delle montagne scozzesi). Dopo un periodo trascorso nell'osservatorio del Ben Nevis, C.T.R. Wilson ebbe l'ispirazione per inventare la sua camera a nebbia, detta anche camera di Wilson.

## Alpinismo
Per gli scalatori e gli appassionati l'attrazione principale si trova a 700 metri dove sono presenti le pareti verticali del lato nord, le più alte del Regno Unito, con vie d'arrampicate e percorsi di ogni difficoltà nonché le più importanti vie di arrampicata su ghiaccio dello Stato. Secondo le stime in un anno attrae circa 100.000 scalatori, dei quali circa i tre quarti raggiungono la vetta tramite la Pony Track partendo da Glen Nevis presso il versante sud della montagna.

## Storia
La prima scalata del Ben Nevis di cui si abbiano notizie risale al 17 agosto 1771, effettuata da James Robertson, un botanico di Edimburgo, che si trovava nella zona alla ricerca di specie da analizzare. Un'altra fra le prime scalate fu nel 1774, questa volta effettuata da John Williams, che per primo analizzò la geologia delle rocce della montagna. John Keats scalò il Ben Nevis nel 1818, confrontando la salita alla "costruzione di dieci cattedrali di St. Paul senza la comodità di una scala". Solo nel 1847 la Ordnance Survey dichiarò il Ben Nevis come la più alta montagna del Regno Unito, scalzando il suo maggior rivale, il Ben Macdui.
L'osservatorio meteo fu costruito nell'estate del 1883, e rimase operativo nei successivi 21 anni. Il primo sentiero tracciato servì sia per il trasporto dei materiali per l'osservatorio, sia per gli eventuali scalatori. Questa mulattiera (detta Pony Track), poteva permettere il passaggio di uno o massimo cinque animali. La costruzione dell'osservatorio e il primo sentiero tracciato, contribuirono ad accrescere la fama del Ben Nevis, specie dopo la costruzione della West Highland Railway fino a Fort William nel 1894. In quegli anni fu anche presa in considerazione l'idea di costruire una ferrovia a cremagliera che raggiungesse la cima, ma non se ne fece poi più nulla.
Nel 2000 la Ben Nevis Estate, che comprendeva tutto il fianco sud e la cima della montagna, fu acquistata dall'ente benefico scozzese del John Muir Trust.

### Etimologia
"Ben Nevis" è la traduzione inglese del termine gaelico Beinn Nibheis. Mentre beinn è la parola più comune per indicare il concetto di "montagna", Nibheis ha varie interpretazioni, alcune delle quali fanno significare il termine "malvagio" o "montagna velenosa". Un'altra teoria ipotizza che Beinn Nibheis derivi dalla frase beinn-neamh-bhathais, da Neamh "nuvole" e bathais "sommità del capo". una traduzione letterale renderebbe la frase come "la montagna la cui cima è nelle nuvole", e ancora è diffuso il nome di "montagna del Paradiso". 
Come altre montagne della regione, è chiamato dai locali semplicemente The Ben. Comunque, se viaggiatori e turisti provenienti dall'esterno giungono in Scozia e usano il termine "The Ben", generalmente intendono citare il Ben Nevis.

## Geografia
Forma un massiccio con il suo vicino a nord-est, il Carn Mòr Dearg, con il quale è collegato attraverso il passo del Carn Mòr Dearg Arête. Entrambe queste due montagne rientrano nella stretta cerchia delle otto montagne della Gran Bretagna di altezza superiore ai 4 000 ft (ossia oltre i 1 219,2 m), come anche l'Aonach Mòr e l'Aonach Beag immediatamente a est del gruppo; le altre quattro cime invece si trovano nel gruppo del Cairngorm.
I fianchi occidentali e meridionali del Ben Nevis salgono di circa 1 200 metri in poco più di due chilometri dalla base del Glen Nevis, risultando inoltre i più lunghi e ripidi pendii dell'intero Regno Unito – con il risultato di apparire da questi due fianchi un massiccio ancora più imponente. Il fianco versante nord, presenta dei pendii con solo 600 metri circa di dislivello. Questa parte della montagna ospita il Charles Inglis Clark Memorial Hut (noto anche con la sigla di CIC Hut), un rifugio alpino privato situato a circa 680 m sul livello del mare, di proprietà dello Scottish Mountaineering Club e utilizzato come punto di partenza dagli scalatori per le numerose vie di arrampicata lungo la parete nord.

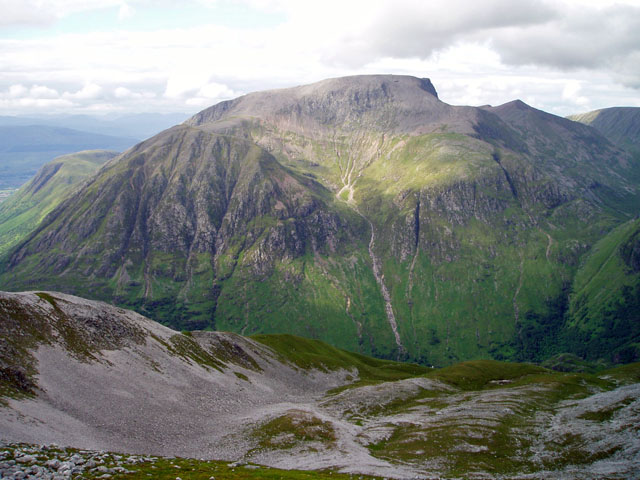
Il fianco sud del Ben Nevis visto dallo Sgurr a' Mhàim

Oltre alla nota sommità posta a 1 345 m il Ben Nevis presenta anche due cime minori elencate nelle Munro's Tables, entrambe chiamate Carn Dearg (letteralmente "collina rossa"). La più alta di queste due cime si trova a 1 221 metri, ed è situata a nord-est del massiccio, ed è spesso scambiata con il Ben Nevis stesso in alcune visuali dalla città di Fort William e dintorni. L'altra Carn Dearg (1 020 metri) si trova dalla parte opposta, a sud-est. Un'altra asperità, il  Meall an t-Suidhe (711 metri), si trova ulteriormente a ovest, formando una sella con il Ben Nevis, la quale ospita un piccolo loch, il Lochan an t-Suidhe. Il popolare sentiero che parte dal Glen Nevis passa attraverso il fianco di questo rilievo, prima di raggiungere la cima attraverso il fianco ovest.

### La cima del Ben Nevis

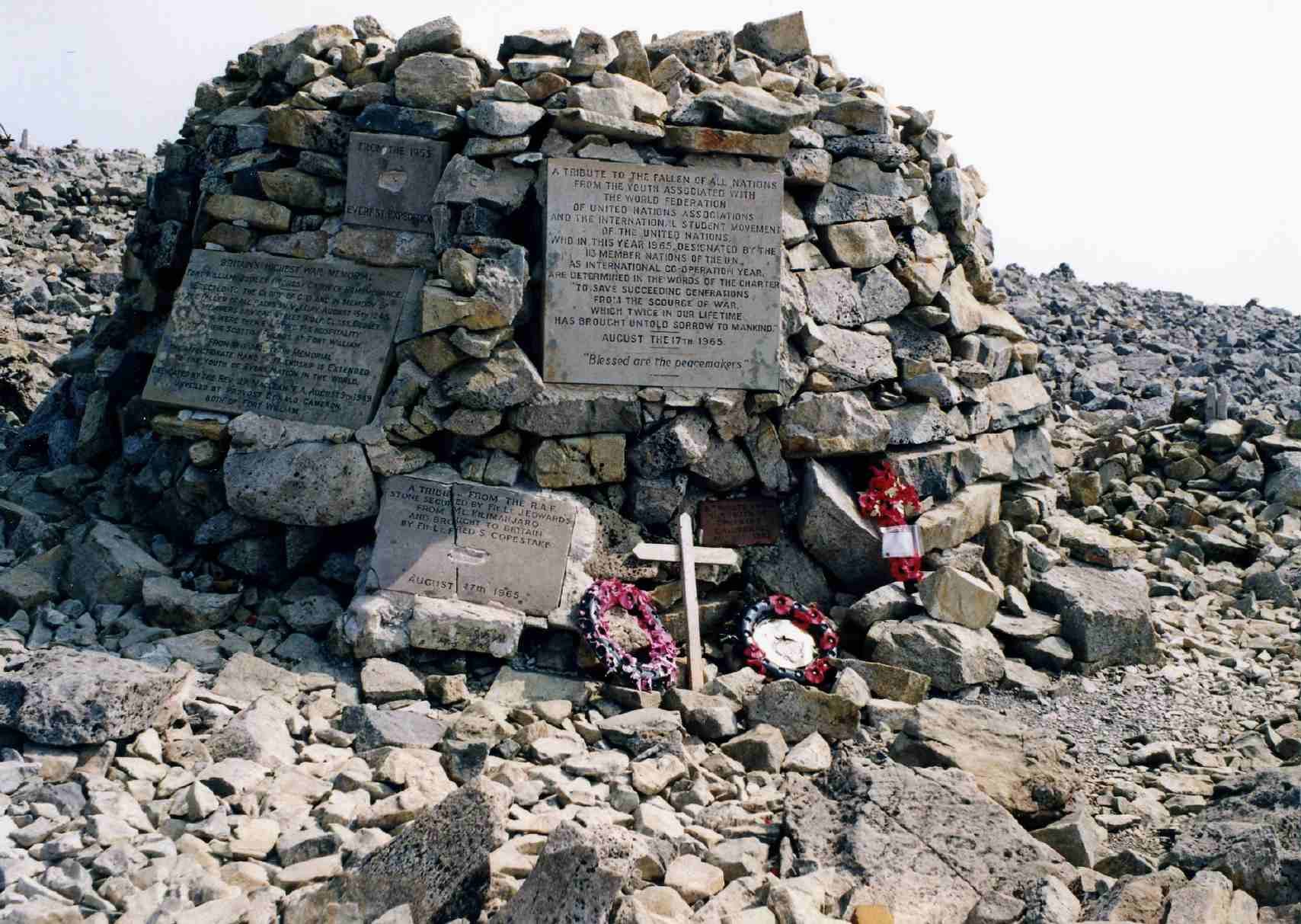
Il memoriale di guerra del Ben Nevis

Il vasto pianoro sommitale del Ben Nevis si estende per circa 40 ha e culmina con un grande memoriale di guerra per tutti i caduti della Seconda guerra mondiale su cui è posto il punto trigonometrico del servizio di mappatura del Regno Unito Ordnance Survey.
Un elemento caratteristico del profilo di vetta sono le rovine dell'osservatorio sul quale è stato costruito un rifugio di emergenza a beneficio di tutti gli scalatori colti dal maltempo, e, anche se la base della torre è leggermente inferiore al vero culmine della montagna, il tetto del rifugio sovrasta il punto trigonometrico di pochi centimetri, il che rende la struttura l'edificio più elevato di tutta la Gran Bretagna.
Il 17 maggio 2006 la John Muir Trust, proprietaria della cima del Ben Nevis. ha scoperto un pianoforte, sepolto sotto il memoriale, che si ritiene sia stato lasciato sulla cima per beneficenza da un uomo di Dundee oltre venti anni prima. La vista che si ha dalla cima è sorprendente. In condizioni ottimali si arrivano a coprire 190 km, includendo molte altre montagne come le Torridon Hills, Morven in Caithness, Lochnagar, Ben Lomond, Barra Head, fino al Knocklayd nella Contea di Antrim, in Nord Irlanda.

### Osservatorio

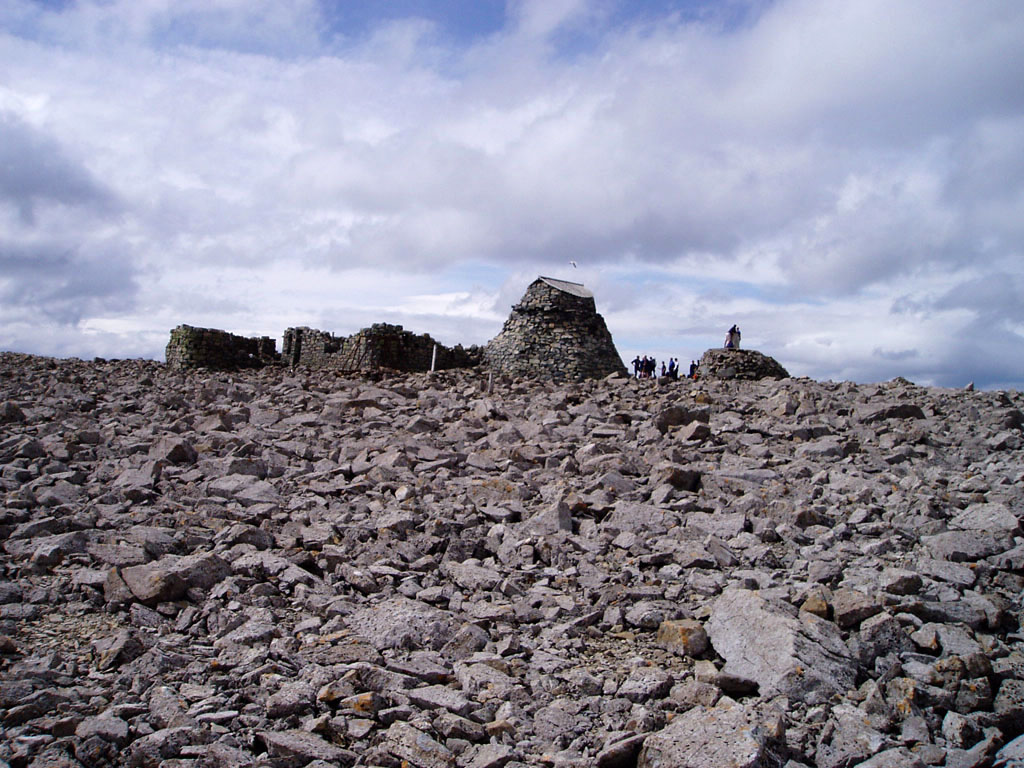
Il pianoro della cima. Le rovine dell'osservatorio sono al centro, mentre il memoriale è sulla destra

Venne proposta la costruzione di un osservatorio meteorologico sulla cima del monte per la prima volta dalla Scottish Meteorological Society (SMS) alla fine degli anni 1870, dato che al tempo venivano costruite nuove postazioni per studiare le condizioni meteorologiche in tutte le principali montagne del mondo. Nell'estate del 1881, Clement Lindley Wragge scalò la montagna ogni giorno per effettuare delle osservazioni (guadagnandosi il soprannome di Inclement Rag, "straccio inclemente"), promuovendo l'apertura del centro di osservazione il 17 ottobre 1883 da parte del SMS. La costruzione fu utilizzata fino al 1904, quando fi chiusa per la mancanza di fondi governativi. Il valore dei venti anni di osservazioni forniscono ancora oggi la più completa serie di dati meteo sulla montagna in Gran Bretagna.
Nel settembre del 1894, C. T. R. Wilson era impiegato all'osservatorio per un periodo di due settimane, in sostituzione di uno dei membri permanenti dello staff. Durante questo preve periodo fu testimone di uno spettro di Brocken e di una gloria, causati dal sole che getta un'ombra tipo nube sotto l'osservatore. Wilson ha ripetutamente provato a riprodurre tale fenomeno in laboratorio, arrivando alla sua invenzione della camera a nebbia utilizzata per trovare radiazioni ionizzanti.

### Clima

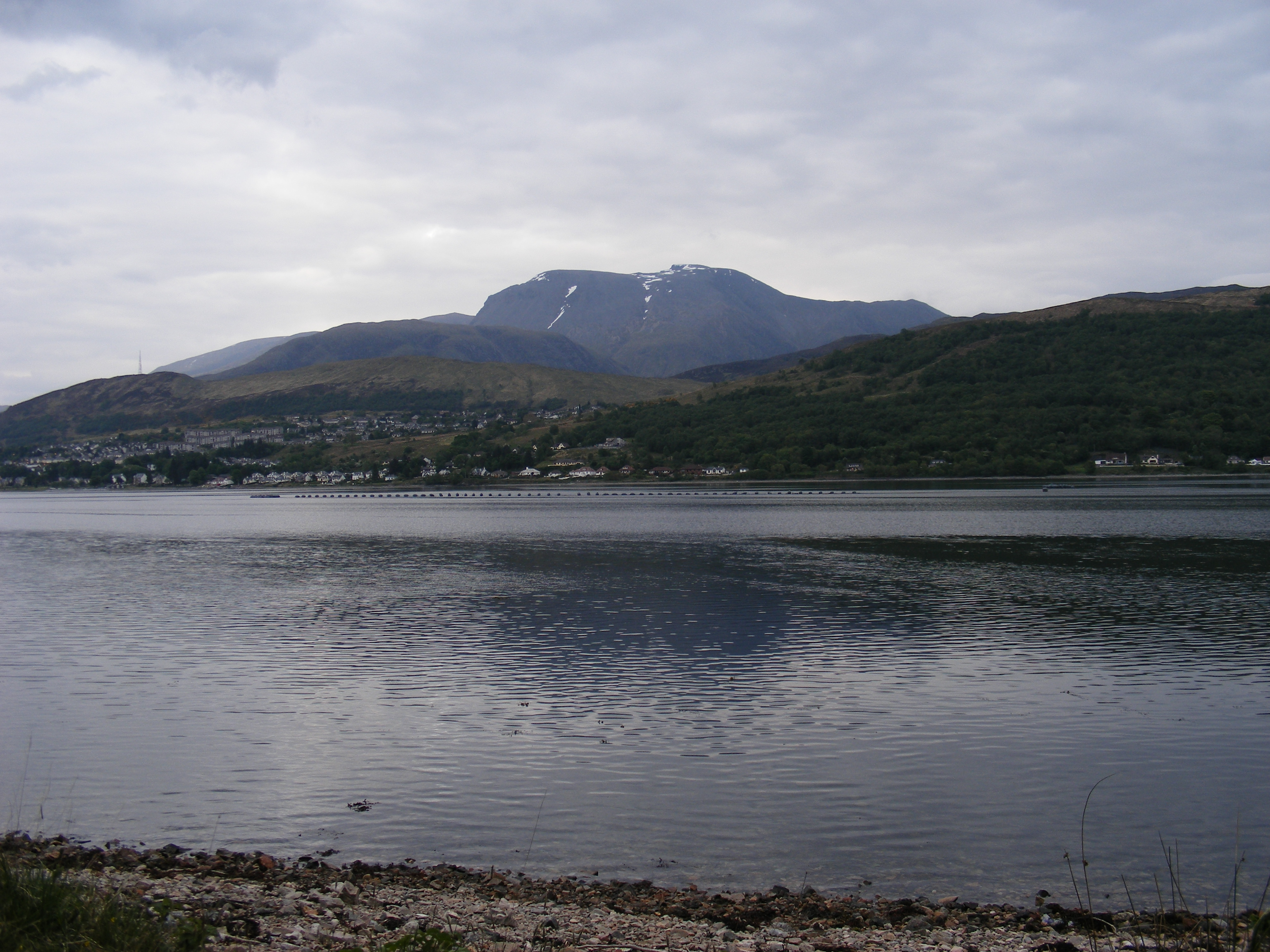
Il Ben Nevis e Fort William, visti dal Loch Linnhe

L'altitudine del Ben Nevis, la sua posizione marittima e la sua topografia spesso portano a improvvisi mutamenti delle condizioni atmosferiche, che possono rappresentare un pericolo per gli escursionisti male attrezzati. 	
Secondo le osservazioni effettuate dall'osservatorio posto sulla cima della montagna nel periodo 1883-1904, la nebbia era presente sulla sommità per quasi l'80% del tempo tra novembre e gennaio, e il 55% del tempo nei mesi di maggio e giugno. La temperatura media in inverno è di circa -5 °C, e la temperatura media annuale era di -0,5 °C. In un anno in media sulla cima si presentavano circa 260 bufere, con 4 350 mm di pioggia precipitata, mentre il dato è di soli 2 050 mm nella vicina Fort William e di circa 600 mm a Inverness e a Londra. La pioggia sul Ben Nevis è di circa due volte più elevata in inverno che in primavera o in estate. Tracce di neve possono essere trovate sul monte quasi tutto l'anno, in particolare nel burrone della parete nord e ancora di più presso l'Observatory Gully, dove molti anni la neve resisteva fino a settembre e più volte fino alle nevicate della stagione successiva.

## Ascesa

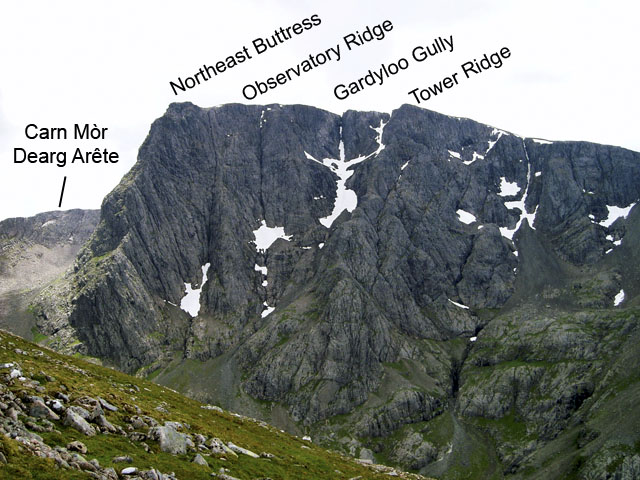
La parete nord, con le indicazioni delle vette. Il Carn Dearg Buttress e il Castle Ridge sono a destra delle foto

La parete nord del Ben Nevis è caratterizzata dalla presenza di contrafforti, creste, punte e pinnacoli, e contiene molte arrampicate sulla roccia. Questa montagna è il maggior luogo dell'isola per scalate durante i mesi invernali, con molti dei suoi sentieri innevati fino ad aprile. Inoltre fu il primo luogo della Scozia preso in considerazione dai primi scalatori, con un'ascesa del Tower Ridge datata 1892, la prima scalata documentata fino alla cima del Ben (non fu più scalata fino alla cima nei successivi due anni.) Lo Scottish Mountaineering Club fece costruire un rifugio intitolato a Charles Inglis Clark presso Coire Leis (parete nord) nel 1929. A causa della posizione isolata, è definibile come unico vero rifugio alpino di tutto il Regno Unito. Ancor oggi questo rifugio è frequentato dagli scalatori.
Il Tower Ridge è la più lunga delle quattro creste della parete nord, con circa 600 metri di dislivello. Tecnicamente non è impegnativa (per gli standard inglesi è Difficult), e la maggior parte delle cime possono essere affrontate senza difficoltà da scalatori competenti, ma l'impegno resta elevato. Castle Ridge, la prima delle creste principali, è un facile percorso, mentre l'Observatory Ridge è valutato come scalata Very Difficult (molto difficile); inoltre quest'ultima è la cresta più vicina alla sommità. Fra le creste Tower e Observatory si trova Gardyloo Gully, che prende il suo nome dal grido "garde à l'eau" (francese per "guarda fuori per l'acqua"), anticamente usato nelle città scozzesi dalle persone quando gettavano le secchiate di acqua sporca dalle proprie finestre. Infatti, quando ancora sulla montagna c'era l'osservatorio, questo burrone era utilizzato per gettare i rifiuti prodotti. La North-east Buttress è l'ultima e più grande cresta della montagna, ed è spesso definita la più ardua per la sua complessità e difficoltà tecnica.

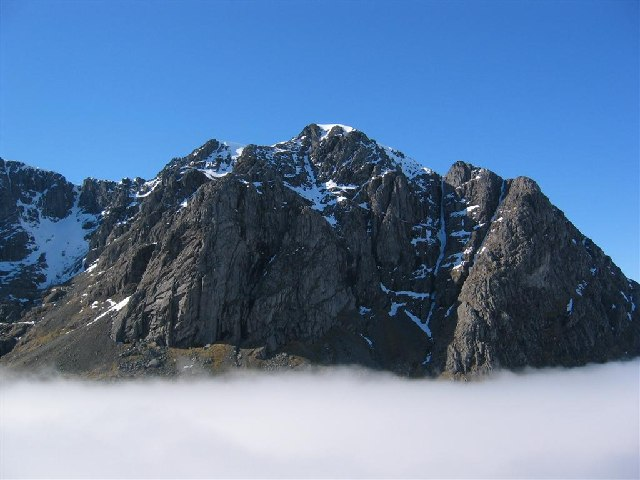
Il Carn Dearg Buttress a inizio aprile

Lungo la sua intera lunghezza, la parete nord presenta dozzine di percorsi graduati nella roccia, con una particolare concentrazione presso il Carn Dearg Buttress, e ancora vicino al North-east Buttress e l'Observatory Ridge. La rotta classica per la scalata include anche il passaggio del Rubicon Wall, la cui seconda ascesa fu nel 1937, allora considerata la pista più difficile di tutte, e descritta da W. H. Murray nel libro Mountaineering in Scotland.

### Sentieri per l'ascesa

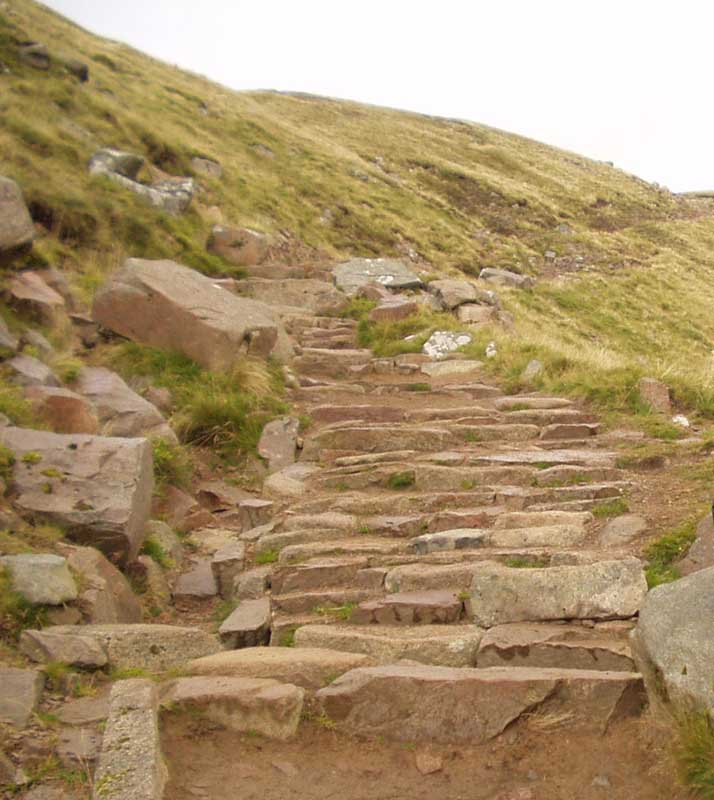
Parte inferiore del Ben Path, costantemente rifatto per accogliere 75.000 persone ogni anno

Il Pony Track per la cima (conosciuto anche con il nome di Ben Path, the Mountain Path, o the Tourist Route) resta il modo più semplice e comune per l'ascesa verso la cima. Il punto di partenza è situato ad Achintee, nel lato est del Glen Nevis, a circa 2 km dal centro della città di Fort William, a circa 20 metri sul livello del mare. Alcuni ponti dal Centro Visitatori e dall'ostello della gioventù ora consentono l'accesso al lato ovest del Glen Nevis. Il sentiero sale ripidamente per la sella da Lochan Meall fino a 570 metri, e successivamente i restanti 700 metri risalgono il fianco roccioso oves del Ben Nevis in una serie di continui zig-zag. Resta la strada migliore per la scalata, nonostante la sua lunghezza, e, grazie a zig-zag, non è neppure particolarmente ripida a parte nelle fasi iniziali.
Un itinerario popolare fra gli esperti di trekking è quella che parte a Torlundy, pochi chilometri a nord-est di Fort William, sulla A82, e segue il sentiero lungo l'Allt a' Mhuilinn. Questo percorso può essere anche intrapreso seguendo il Pony Track fino al Lochan Meall, e successivamente imboccando la strada verso il CIC Hut. Successivamente il sentiero passa per il Carn Mòr Dearg e prosegue per il Carn Mòr Dearg Arête ("CMD Arête"), prima di inerpicarsi verso la cima del Ben Nevis. Questo sentiero presenta circa 1 500 metri di dislivello. Come altri sentieri, questo permette a chi lo sceglie di ammirare le creste del lato nord del Ben Nevis, che invece risultano nascoste percorrendo il Pony Track.
Inoltre è possibile scalare il Ben Nevis a partire dal parcheggio di Nevis Gorge, lungo la strada per Glen Nevis, o partendo dal sud-est della cresta oppure ancora attraverso la cima del Carn Dearg. Questi sentieri non richiedono doti da scalatori, ma sono più brevi e ripidi, e tendono a essere scelti da parte dai camminatori più esperti.

### Ben Nevis Race

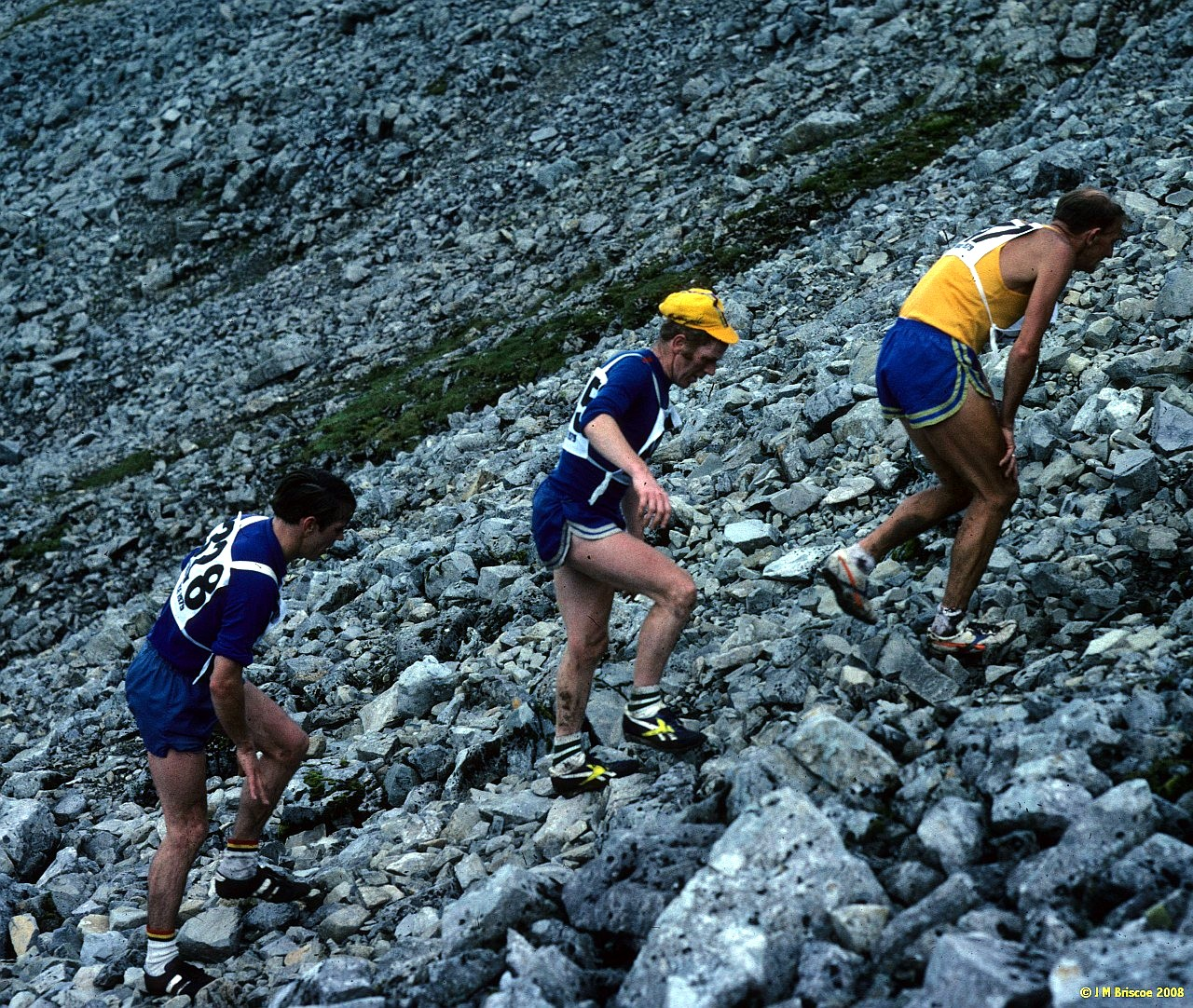
1979 Ben Nevis Race

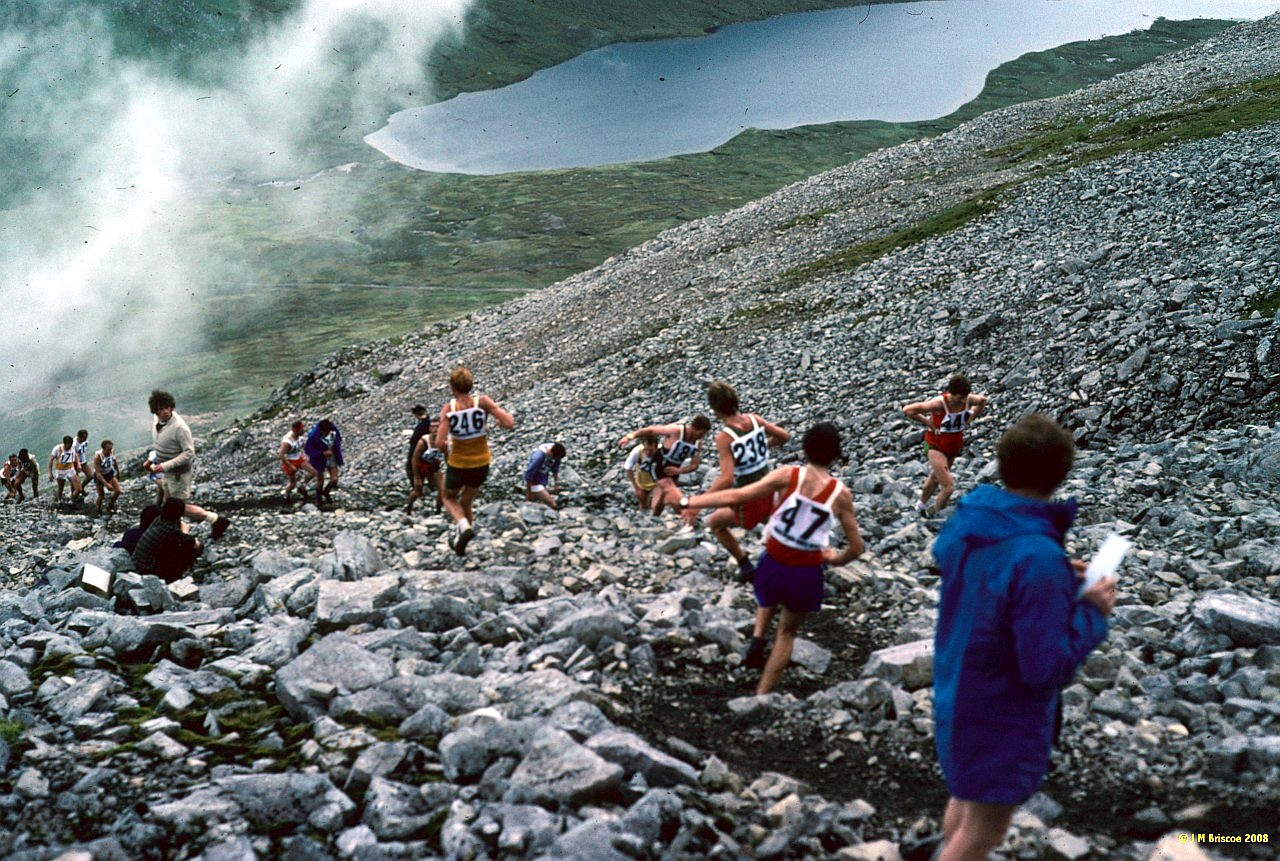
1979 Ben Nevis Race

La storia della scalata sul Ben Nevis incomincia nel 1895. William Swan, un barbiere di Fort William, fece il primo tentativo di ascesa alla montagna il 27 settembre di quell'anno, quando corse dal vecchio ufficio postale di Fort William a una riunione e tornò in due ore e 41 minuti.
Negli anni seguenti si assistette ad alcuni tentativi di emulazione del record di William, ma la prima competizione agonistica si tenne il 3 giugno 1898, secondo le regole del Scottish Amateur Athletic Association. Parteciparono dieci concorrenti, che partirono dal Lochiel Arms Hotel di Banavie, e uno di questi riuscì a superare il tempo di Fort William; il vincitore era il ventunenne Hugh Kennedy, che terminò il giro allo stesso tempo di William, 2 ore e 41 minuti.
Dal 1903 si tennero delle periodiche competizioni. Queste durarono per altri 24 anni, finché l'osservatorio posto al vertice della cima venne chiuso. 
La prima gara venne vinta da Ewen MacKenzie, un uomo che lavorava per l'osservatorio. La seconda incominciò dall'ufficio postale di Fort William, e MacKenzie riuscì a battere il suo stesso record con un tempo di due ore e 10 minuti, record che tenne per 34 anni.
Il Ben Nevis Race oggi si tiene il primo sabato di settembre ogni anno, con 500 corridori al massimo. 
La gara parte e finisce presso il campo di football del Claggan Park di Fort William, con una lunghezza di 16 km e 1 340 metri di dislivello.
A causa della pericolosità della montagna, l'ingresso è limitato a coloro che hanno completato tre gare effettuate in collina precedentemente, e i corridori devono portare impermeabile, cappello, guanti e un fischietto; chi non ha raggiunto la vetta dopo due ore è obbligato a tornare indietro. Nel 2006 furono infranti sia il record maschile sia femminile, imbattuti fin dal 1984, con Kenny Stuart e Pauline Howarth del Keswick Athletics Club che trionfarono nelle loro competizioni con i tempi rispettivamente di 1:25:34 e 1:43:25.

### Incidenti e sicurezza

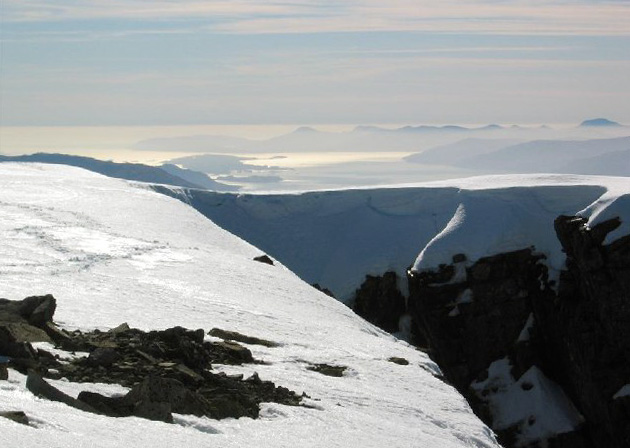
Vista verso sud-est dalla cima ad aprile. Quando i pendii sono innevati, orientarsi e muoversi in sicurezza spesso è difficile

La popolarità, il clima e la complessa topografia del Ben Nevis contribuiscono ogni anno ad avere un elevato numero di incidenti e di soccorsi. Nel 1999, per esempio, sulla montagna ci sono stati 41 soccorsi e anche 4 morti. Alcuni di questi incidenti sono stati causati dallo scarso orientamento da e verso la cima, specialmente in caso di scarsa visibilità. Il problema principale è che il pianoro della cima è circondato su tre lati da ripidi strapiombi; il pericolo è ancora maggiore se il sentiero principale è interamente coperto dalla neve. Due precise bussole per la navigazione usate insieme sono necessarie per muoversi in sicurezza dalla cima della montagna fino al fianco occidentale, da dove la discesa può essere effettuata in sicurezza utilizzando il Pony Track.
Verso la fine degli anni 1990, il Soccorso alpino del Lochaber ha eretto due postazioni sul pianoro della cima, in modo da assistere gli scalatori durante la discesa specialmente in condizioni di nebbia. Tali postazioni ripetute volte sono state abbattute da alcuni scalatori, con feroci polemiche nell'ambiente dell'alpinismo riguardo all'etica di tali interventi. Vi sono anche molti sostenitori dell'iniziativa di posizionare punti di soccorso sulla montagna, considerando comunque l'elevato numero di incidenti che si verificano spesso sulla montagna (tra il 1990 e il 1995 vi sono stati 13 morti, otto di questi sono dovuti a cadute mentre ci si arrampicava sulla roccia, e non sono dovuti a errori di navigazione). Tali persone ritengono che la costruzione di questi punti di soccorso sulla sommità del Ben Nevis, potenzialmente svolgono un ruolo di salvavita. Comunque, i critici sostengono che i posti di accoglienza sono un'inutile intrusione dell'uomo nel paesaggio naturale, e che inoltre creano un falso senso di sicurezza che potrebbe ridurre negli alpinisti il senso di responsabilità per la propria sicurezza.

## Questioni ambientali

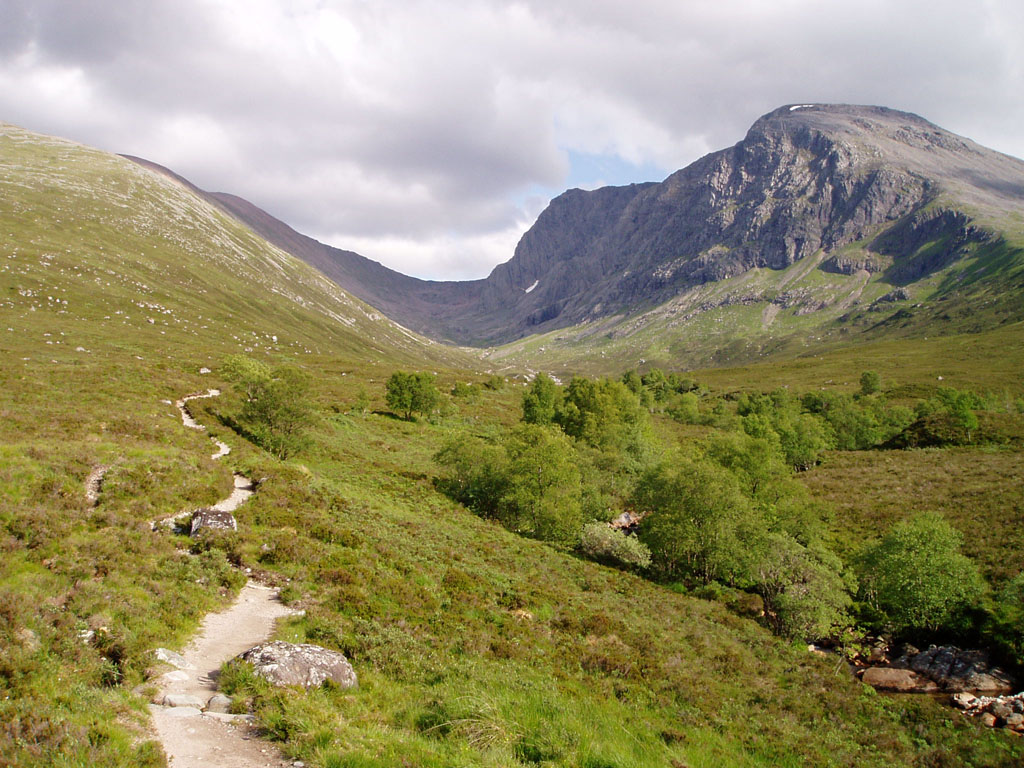
Sentiero lungo l'Allt a' Mhuilinn presso il CIC Hut

La popolarità e l'alto profilo del Ben Nevis hanno fatto riflettere in questi ultimi decenni le persone sull'impatto degli esseri umani sul fragile ambiente montano. Queste preoccupazioni hanno contribuito alla fondazione del Ben Nevis Estate nel 2000, da parte del John Muir Trust, un'associazione benefica a favore della conservazione dei luoghi incontaminati. La proprietà dell'ente copre 1 700 ettari di terreno sul lato sud del Ben Nevis e le vicine montagne di Carn Mor Dearg e di Aonach Beag, compresa la sommità del Ben Nevis.
Il John Muir Trust è uno dei nove enti a prendere parte alla Nevis Partnership. Foundata nel 2003, la Partnership, che raccoglie anche membri degli enti locali e amministrativi, gli abitanti del Glen Nevis e rappresenta gli interessi dell'alpinismo, lavora per "guidare le prossime azioni politiche volte a salvaguardare, gestire e, nel caso, migliorare la qualità ambientale e le opportunità di fruizione dei visitatori e l'apprezzamento della zona del Nevis". Fra i suoi progetti sono inclusi interventi per i sentieri e il miglioramento e lo sviluppo di strategie per la gestione del turismo.
Una delle campagne più discusse effettuate dall Partnership riguarda la richiesta di rimuovere tutte le targhe commemorative lasciate dalle persone comuni, soprattutto presso il memoriale di guerra. Infatti molte persone pensano che la proliferazione di queste placche sia inappropriata, e nell'agosto del 2006 la Nevis Partnership dichiarò la propria intenzione di rimuovere tali targhe (con la restituzione ai legittimi proprietari), in linea con il progetto di ripulitura dell'intera zona.
Nel 2005 l'accumulo di rifiuti presso il percorso del Pony Track fu evidenziato anche da alcuni media nazionali, inclusa la BBC Radio 5 Live. Robin Kevan, un operatore sociale pensionato proveniente dal Galles, noto anche come "Rob the Rubbish" ("Rob lo Spazzino") per il suo sforzo per pulire le campagne, guidò fino al Ben Nevis e pulì la montagna lui stesso, richiamando su di sé l'attenzione dei principali media.

## Distilleria Ben Nevis
La Ben Nevis Distillery è una distilleria di whisky situata ai piedi della montagna, più precisamente nel paese di Victoria Bridge, a nord di Fort William. Fondata nel 1825 da John McDonald (chiamato anche "Long John"), è una delle più antiche distillerie dell'intera Scozia, ed è una delle maggiori attrazioni della città di Fort William. L'acqua utilizzata per produrre il whisky viene dall'Allt a' Mhuilinn, un torrente che scende da un circo glaciale situato nella parte nord del Ben Nevis. "Ben Nevis" è anche il nome di una birra prodotta a Bridge of Allan, vicino a Stirling.